# Ba Tri

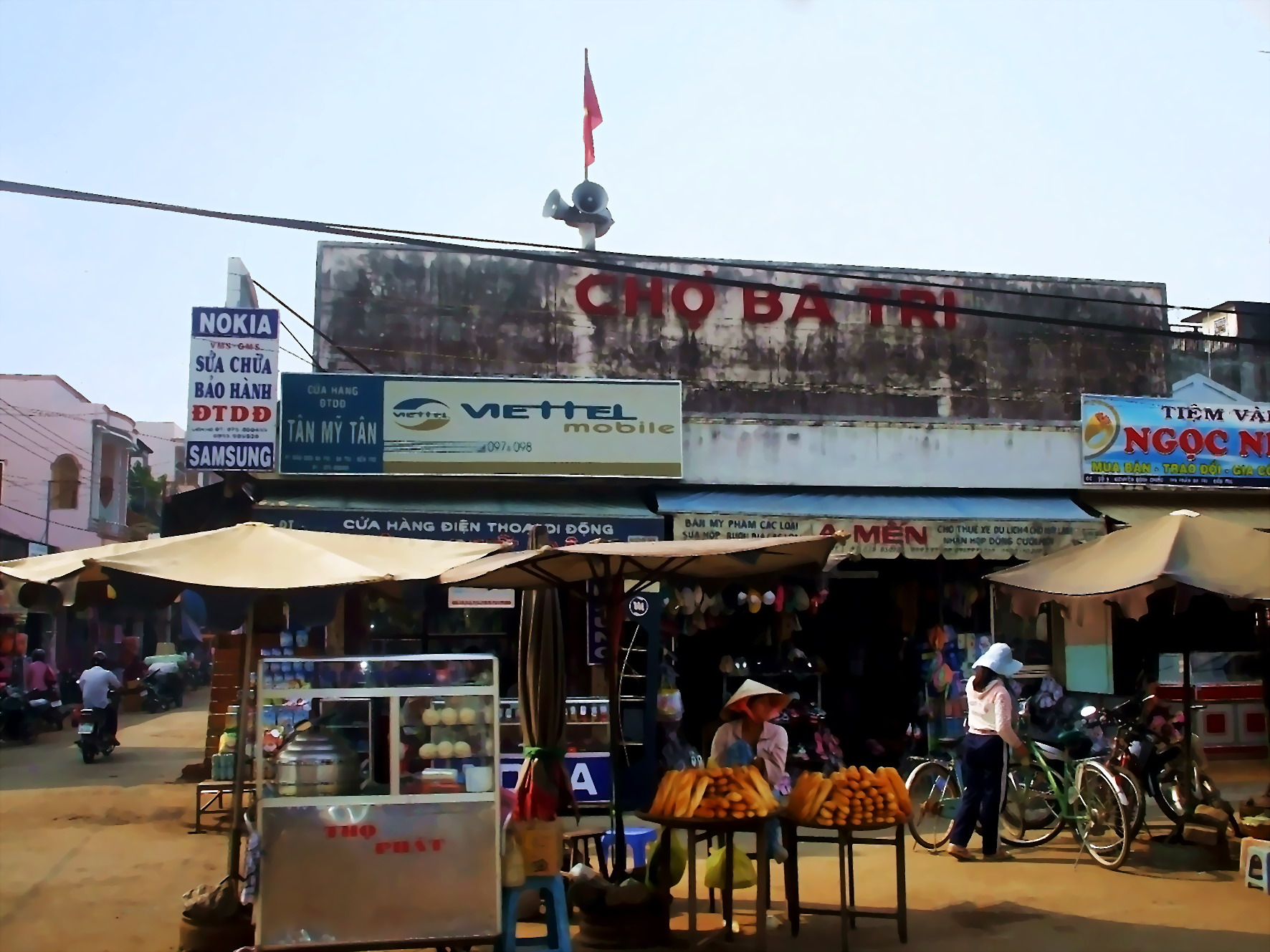
Vista de uma via de Ba Tri.

Ba Tri é um distrito (em vietnamita: huyen) da província de Ben Tre, na  região do Delta do Rio Mekong, no Vietname. Sua população, de acordo com estimativas de 2004, era de 201 802 habitantes e possui uma área de 351 km². A capital do distrito é Ba Tri.
O distrito de Ba Tri está situado no leste da província de Ben Tre. Faz limites a leste com o Golfo da Tailândia, ao norte com o rio Ba Lai e distrito de Binh Dai, ao sul com o rio Ham Luong e ao oeste como distrito de Giong Trom.